# رسائل بدیع‌الزمان
رسائل بدیع‌الزمان، اثر بدیع‌الزمان همدانی و شامل ۲۳۳ رساله است. رسائل بدیع‌الزمان چندین بار به چاپ رسیده، از جمله در بیروت در سال ۱۹۲۱ میلادی و در سال ۱۲۹۸ قمری در استانبول چاپ شده‌است. این رسائل در جلد دوم از تاریخ ادبیات عربی، تألیف کارل بروکلمان  نیز موجود است.
بدیع‌الزمان در این رسائل از موضوعات مختلفی مانند مدح و استعطاف و زهد و اعتذار و ملامت و عتاب و سب و شتم و غیره سخن می‌گوید و در اغلب آنها به استعاره و کنایه و تلمیح و اشاره و محسنات لفظی و معنوی متوسل می‌شود و در استعمال سجع های متوالی و جناسهای متعدد مبالغه می‌کند. از امتیازات بدیع‌الزمان در رسائل آنست که وی اشعار شعرا را در عبارات خود می‌گنجاند و علاوه برآنکه پاره‌ای از اشعار شاعران را مانند متنبی و غیره تضمین می‌نماید. در برخی از عبارات با چنان مهارتی شعر شاعر را جای می‌دهد که گوئی شعر مذکور جزء لاینفک نثر و از پرداخته‌های خود بدیع‌الزمان است.
بدیع‌الزمان در رسائل خود علاقهٔ و افری به استعمال ضرب‌المثل‌های عربی و اصطلاح‌های مذهبی نشان می‌دهد و غالب نامه‌های وی از ضرب‌المثل‌های عربی و اصطلاحات دینی از قبیل عدل- العمرین غیره مشحون است و تضمین اشعار و آیات و ضرب‌المثل‌ها و استعمال غرائب لغات خود بهترین دلیل بر قدرت حافظه بدیع‌الزمان است، بنابراین اگرچه دانشمندانی چون ثعالبی و دیگران در قدرت حافظهٔ بدیع‌الزمان مبالغه‌هائی کرده‌اند که پذیرفتن آنها برای عقل سلیم خالی از اشکال نمی‌باشد ولی تردید نیست که بدیع الزمان در قدرت حافظه اعجوبهٔ دوران خود بوده‌است.
رسائل بدیع الزمان اگرچه تماما با مهارت و براعت زاید الوصفی نوشته شده‌است ولی سیمای حقیقی بدیع‌الزمان در رسائلی که پیرامون سب و شقم و انتقاد سخن می‌گوید بهتر و واضع‌تر جلوه می‌کند، به عبارت دیگر بدیع‌الزمان در هجائیات خود بیش از اخوانیات موفق می‌شود. زبان هجو در این رساله به اندازه‌ای قویست که می‌توان آن را عالیترین نمونهٔ هجا تا زمان حاضر دانست.

## منبع
- حریرچی، فیروز (مهر ۱۳۴۵). ماهنامه وحید (۳۴). پارامتر |عنوان= یا |title= ناموجود یا خالی (کمک)